# Río Sagua La Chica
El río Sagua La Chica es un curso fluvial cubano que recorre el centro de la isla. Nace en la Sierra del Escambray, al este de la provincia de Villa Clara y fluye hacia el noroeste, desembocando en la Playa Juan Francisco, en la Bahía de Buena Vista, en el Mar Caribe. Comienza en el municipio de Placetas y desemboca en el municipio de Encrucijada. 